# Johann Ernst Gerhard
O beato Johann Ernst Gerhard (15 de dezembro de 1621 – 24 de fevereiro de 1668) foi um teólogo luterano alemão. No entanto, há indícios de que sua maior paixão acadêmica residia nos estudos orientais. Fontes em latim o identificam como Beatus Joannes Ernestus Gerhardus (ou Gerhardus, Joannes Ernestus).

## Vida
Johann Ernst Gerhard nasceu em Jena, um centro bem estabelecido de estudos protestantes. Seu pai, Johann Gerhard (1582-1637), foi um destacado teólogo, e algumas fontes sugerem ou insinuam que o filho nunca alcançou plenamente o mesmo nível intelectual de seu pai. Johann Ernst Gerhard foi o primeiro filho do segundo casamento de seu pai, com Maria Gerhard (nascida Maria Muttenberg).
Gerhard frequentou a escola em Jena até os 15 anos, quando, em 1637, matriculou-se na Universidade de Jena, concentrando seus estudos em filosofia, teologia e línguas orientais. Seu principal tutor foi Johann Michael Dilherr, também teólogo, que na época era professor de história e oratória. Seus outros professores incluíram Balthasar Cellarius, Johannes Musaeus e Christian Chemnitz.
Em 1640, ele transferiu-se para Altdorf, onde pôde avançar em seus estudos de línguas orientais. Aos vinte e poucos anos, ele já dominava hebraico, aramaico, siríaco, árabe e ge'ez. Ao final de seu período em Altdorf, ele viajou para Ratisbona, que na época era a sede permanente da Dieta Imperial (Conselho), retornando então a Jena por uma rota indireta que incluiu a Baixa Saxônia, com paradas em Helmstedt, Leipzig e Wittenberg. Ele estava de volta a Jena em 8 de agosto de 1643, data em que recebeu seu título de Magister em Filosofia.
Em 1646, iniciou uma longa incumbência na Universidade de Wittenberg, onde, em 1649, tornou-se adjunto na faculdade de filosofia. Nesse meio tempo, publicou, em 1647, sua primeira grande obra, "Harmonia linguarum orientalium, scil. Chaldaicae, Syriacae, Arabicae, Aethiopicae cum Ebraica". Este trabalho era uma "gramática poliglota", tomando como ponto de partida a gramática hebraica de Wilhelm Schickard, de 1624. Gerhard, em sua atualização, não apenas ampliou a seção hebraica, mas acrescentou quatro colunas paralelas com informações equivalentes sobre as gramáticas aramaica, siríaca, árabe e ge'ez.
O trabalho na "Harmonia linguarum orientalium" colocou Gerhard em contato com um brilhante estudante de estudos orientais, três anos mais jovem, chamado Hiob Ludolf. Sua amizade, conduzida quase inteiramente por cartas, começou em 1644 e está excepcionalmente bem documentada, com a correspondência relevante incluída em um extenso arquivo de Gerhard mantido na biblioteca de pesquisa da Universidade de Gotha. No final da década de 1640, Ludolf estava trabalhando em Paris como tutor dos filhos de seu patrono, que era o embaixador sueco, e posteriormente o embaixador o enviou para uma longa missão acadêmica em Roma. Antes disso, entretanto, ele havia estudado por alguns anos na Universidade de Leiden, um centro de estudos orientais. Ele pôde fornecer a seu amigo uma longa lista de importantes estudiosos orientalistas, e, no início de 1650, Gerhard iniciou sua própria "peregrinatio academica" ("peregrinação acadêmica") para Leiden. No final, a "peregrinatio academica" de Gerhard durou dois anos, abrangendo não apenas a Holanda, mas também a França, a Borgonha e a Suíça.
Mal havia retornado a Jena quando, em 1652, foi nomeado "professor historiarum" ("Professor das histórias").[1] No ano seguinte, recebeu seu doutorado em teologia, e dois anos depois, em 1655, foi nomeado professor de teologia. Nos anos seguintes, ocupou vários cargos acadêmicos, demonstrando, segundo uma fonte, ser "um homem de espírito liberal, mas de saúde frágil e talentos moderados". Gerhard também assumiu sua parte nas responsabilidades administrativas. Entre 1555 e 1931, a Universidade de Jena alternava sua função administrativa principal duas vezes ao ano. Gerhard serviu como reitor da Universidade durante o semestre de inverno de 1661 e novamente no semestre de inverno de 1667.
Johann Ernst Gerhard recebeu seu doutorado em 12 de julho de 1643. Nesse mesmo dia, casou-se com Katharina Elisabeth Plathner (1626-1671), natural de Langensalza. Na época do casamento, ela era viúva de Christoph Schelhammer, professor de medicina. Sabe-se que deste casamento nasceram os seguintes filhos:
- Johann Friedrich Gerhard (1654-1705)
- Sophie Elisabeth Gerhard
- Maria Elisabeth Gerhard (1659-1722), que se casou com Johann Adrian Slevogt em 1682
- Johann Ernst Gerhard (1662-1707)"

## Obras
- Wilhelmi Schickardi Institutiones linguae Ebraeae, noviter recognitae et auctae. Accessit harmonia perpetua aliarum linguarum Orientalium, Chaldaeae, Syrae, Arabicae, Aethiopicae. Jena 1647 (Digitalização)
- Isagoge locorum theologicorum. Jena 1657 (Digitalização), outras edições: Jena 1658
- Epitome confessionis Catholicae. Jena 1661 (Digitalização), outras edições: Jena 1662, 1663
- Sylloge decadum theologicarum. Jena 1691 (Digitalização)

## Literatura
- Julius August Wagenmann: Gerhard, Johann Ernst der Ältere. In: Allgemeine Deutsche Biographie (ADB). Volume 8, Duncker & Humblot, Leipzig 1878, p. 772.
- Johann Samuel Ersch, Johann Gottfried Gruber: Allgemeine Encyclopädie der Wissenschaften und Künste. Parte 60, p. 475.
- Alexander Bitzel: Gerhard, Johann Ernst. In: Biographisch-Bibliographisches Kirchenlexikon (BBKL). Volume 23, Bautz, Nordhausen 2004, ISBN 3-88309-155-3, colunas 497–501.
- Gerhardus, Joannes Ernestus. In: Johann Heinrich Zedler: Grosses vollständiges Universal-Lexicon Aller Wissenschafften und Künste. Volume 10, Leipzig 1735, colunas 1105 e seguintes.
- Alexander Bitzel, Ralf Georg Bogner, Johann Anselm Steiger: Nachwort. In: Johann Anselm Steiger (ed.): Bibliotheca Gerhardina. Rekonstruktion der Gelehrten- und Leihbibliothek Johann Gerhards (1582–1637) und seines Sohnes Johann Ernst Gerhard (1621–1668). Editado por Alexander Bitzel, Volker Hartmann, Ralf Georg Bogner, Christian Herrmann e Johann Anselm Steiger (= Doctrina et Pietas I/11/1-2). Frommann-Holzboog, Stuttgart-Bad Cannstatt 2002, pp. 1207–1228.
- Sebastian Niemann: Spiegel Eines betrübten Hertzens/ Bey Christlicher/ Hoch-ansehnlicher und Volckreicher Leichbegängnüß Der ... Frauen/ Fr. Catharina Elisabeth Gerhardin/ Gebohrner Plathnerin/ Des ... Herrn Johannis Ernesti Gerhardi, Der H. Schrifft D. ... hinterlassenen Fr. Witwen : Welche am 11. Martii 1671. im 45sten Jahre ihres Alters selig von hinnen geschieden/ und darauff am 16. Martii in der Collegien-Kirchen allhier zu Jena dem Leibe nach In ihr daselbst zubereitetes Ruhekämmerlein gebracht worden. Jena 1671 (online)
- Sebastian Niemann: Christliche Sterbens-Lust/ : Bey Volckreicher und ansehnlicher Leichbegängnüß Des ... Herrn Johannis Ernesti Gerhardi, Der H. Schrifft Doctoris und treufleissigen Professoris Publici bey der Wohl-Löblichen Universität Jehna/ Welcher Am 24. Febr. dieses 1668sten Jahres/ seines Alters im 47. ... eingeschlaffen/ und folgends am 28. desselben Monats in der Collegii-Kirchen allhier zu Jehna dem Leibe nach In sein Ruhekämmerlein versencket worden/ In der vorher in der Stadtkirchen gehaltenen Leichpredigt aus der Epistel Pauli an die Philip. am 1. v. 23. fürgestellet/ und hernach auf Begehren zum Truck befördert / von Sebastiano Niemann/ der H. Schrifft D. Prof. Past. und Superint. daselbst. Bauhofer: Jena, 1668 (Online)

## Links externos
- Obras de e sobre Johann Ernst Gerhard, o Velho, no catálogo da Biblioteca Nacional Alemã
- Obras de e sobre Johann Ernst Gerhard, o Velho, na Biblioteca Digital Alemã
- Acervo manuscrito de Johann Ernst Gerhard no banco de dados HANS, da biblioteca de pesquisa da Universidade de Erfurt, Gotha